# الشحن الجوي ماس
الشحن الجوي ماس (بالبرتغالية: LATAM Cargo México‏) خطوط جوية مكسيكية، تنفد الشحن الجوي في مدينة مكسيكو، المكسيك.وتقوم بتقديم خدمات الشحن المجدول في المكسيك، الولايات المتحدة، البرازيل، الإكوادور وكولومبيا. كما أن قاعدتها الرئيسية هي مطار مكسيكو سيتي الدولي، مع محاور في مطار لوس أنجلوس الدولي ومطار ميامي الدولي.

## التاريخ
تم إنشاء الخطوط الجوية ماس في عام 1992، وبدأت الخدمة في نيسان/أبريل 1992. في كانون الأول/ديسمبر 2000 قامت الخطوط الجوية لان بشراء حصة 25% في ماس، التي زادت منذ ذلك الحين. وهي مملوكة من قبل الشبكة المحلية (39.5%) وأمريكا اللاتينية Aérea بروموتورو، هذا ويبلغ عدد موظفيها 182، اعتبارا من آذار/مارس 2007.

## الأسطول
يتكون أسطول «يبقى شحن المكسيك» من الطائرات التالية (اعتبارا من تموز/يوليه عام 2016):
| + 'يبقى الشحن أسطول المكسيك ' |           |       |        |        |
| الطائرات                      | في الخدمة | أوامر | الركاب | ملاحظة |
| بوينغ 767-300ERF              | 1         | -     |        |        |
|                               |           |       |        |        |